# Brutidius Niger
Brutidius Niger was een aedilis in 22 en een van de aanklagers van Decimus Silanus (Tac., Ann. III 66.). Hij lijkt dezelfde te zijn als de Brutidius over wie Iuvenalis spreekt (X 82.) in zijn verslag van de val van Seianus en tevens de Brutidius Niger, van wiens geschriften Seneca maior twee passages in verband met de dood van Cicero heeft overgeleverd (Senec., Suas. 7.).

## Referentie
W. Smith, art. Niger, Brutidius, in W. Smith (ed.), A dictionary of Greek and Roman biography and mythology, II, Londen, 1870, p. 1201.